# Neil Tennant
Pour les articles homonymes, voir Neil Tennant (philosophe) et Tennant.
Neil Francis Tennant, né le 10 juillet 1954 à North Shields dans le comté du Tyne and Wear est un auteur-compositeur-interprète anglais qui, avec son collègue Chris Lowe, forme le duo « Pet Shop Boys » dont il est le chanteur principal.

## Biographie

### Enfance
Neil Tennant est né à North Shields, près de Newcastle. Outre les parents, William (1923–2009) et Sheila (1923–2008), la famille Tennant compte une fille, Susan, et trois garçons, Neil, Simon et Philip.
En bas âge, Neil Tennant a fréquenté la St. Cuthbert's Grammar School, un lycée pour garçon de confession romaine catholique à Newcastle, où Sting a lui aussi étudié. Les chansons des Pet Shop Boys This Must Be the Place I Waited Years to Leave et It's a Sin font référence au passage de Tennant à l’école catholique et à l’enseignement strict qu’il y a reçu. It's a Sin a d’ailleurs, été source de controverse en raison de sa critique tacite de l’éducation catholique.
Pendant qu’il étudiait, Tennant s’adonnait à la guitare et au violoncelle. À 16 ans, il faisait partie d’un groupe appelé Dust, dont la chanson la plus populaire s’intitulait Can You Hear the Dawn Break? Les membres de Dust étaient grandement influencés par The Incredible String Band. À l’adolescence, Neil Tennant était membre du théâtre jeunesse du « People's Theatre » à Newcastle.

### Âge adulte
En 1975, après avoir décroché un diplôme universitaire en histoire de la North London Polytechnic (aujourd’hui la London Metropolitan University), Neil Tennant a occupé pendant deux ans le poste de réviseur, à Londres, de Marvel UK, la division britannique de Marvel Comics.  
En 1977, il s’est joint à Macdonald Educational Publishing où il a révisé The Dairy Book of Home Management et différents livres illustrés au sujet de la cuisine, de la guitare et d’autres intérêts du genre, avant de passer chez ITV Books. En 1982, on lui a offert un emploi pour le magazine britannique Smash Hits en tant que rédacteur-réviseur des nouvelles. L’année suivante, il devenait rédacteur adjoint du magazine.
Pendant qu’il travaillait pour Smash Hits, Neil Tennant a eu l’occasion de se rendre à New York pour interviewer The Police. Il a profité de son passage dans la ville américaine pour rencontrer Bobby Orlando, un producteur que lui et Chris Lowe avaient en haute estime. Orlando a alors accepté d’enregistrer quelques pièces avec les Pet Shop Boys, ce qui l’a mené à produire le premier simple du duo : West End Girls.
Neil Tennant n’a jamais confirmé ni nié les rumeurs concernant son orientation sexuelle pendant les années 1980. Il a fait son coming out en 1994 dans le cadre d’une interview pour le magazine Attitude, un magazine britannique destiné à un lectorat homosexuel.

## Carrière
Neil Tennant a fait aménager un studio d’enregistrement dans sa maison au comté Durham, où plusieurs des chansons de l’album Release (2002) ont été enregistrées. La trame sonore du film muet The Battleship Potemkin écrite par les Pet Shop Boys a elle aussi été enregistrée dans ce studio.
Tennant est le producteur exécutif de l’album Release the Stars de Rufus Wainwright paru en mai 2007. On peut entendre Rufus Wainwright interpréter Casanova in Hell sur l’album Concrete des Pet Shop Boys, enregistré pendant un spectacle au « Mermaid Theatre » de Londres, le 8 mai 2006.
En décembre 2008, il a enregistré la chanson de Noël Joseph, Better You Than Me en compagnie du groupe The Killers et d’Elton John.
En février 2009, Neil Tennant et Chris Lowe ont reçu un BRIT Award pour leur contribution exceptionnelle à la musique britannique. Ils ont présenté le numéro de clôture de la soirée, qui consistait en un pot-pourri de leurs plus grands succès et de nouvelles chansons. Ils étaient accompagnés pour l’occasion de Brandon Flowers du groupe The Killers et de Lady Gaga, qui en était encore à ses débuts.
En mai 2009, les Pet Shop Boys ont lancé le simple Love Etc., qui a atteint la 14e position du palmarès britannique. Leur album studio Yes, sur lequel figurait Love Etc., a atteint la 4e position de ce même palmarès.
Les Pet Shop Boys ont créé la musique d’un ballet inspiré du conte The Most Incredible Thing, dont la première a eu lieu en mars 2011 au Sadler's Wells Theatre de Londres.

### Anecdotes
L'acteur britannique David McDonald s'est inspiré de son nom de famille pour créer son nom de scène David Tennant.
Après la nomination d'Alan Rusbridger en tant que principal du Lady Margaret Hall, Neil Tennant devient Fellow  invité de ce collège à Oxford.